# Ромеро, Джордж
Джо́рдж Э́ндрю Роме́ро (англ. George Andrew Romero; 4 февраля 1940, Нью-Йорк — 16 июля 2017, Торонто) — американский кинорежиссёр, сценарист, монтажёр и актёр.

## Биография
Джордж Ромеро родился 4 февраля 1940 года в городе Нью-Йорк, учился в университете Питтсбурга. Съёмками фильмов Ромеро занялся ещё в детстве, с 14 лет, используя 8-миллиметровую камеру. По окончании обучения в университете Ромеро снимал короткие фильмы и рекламные ролики.

### Серия о мертвецах
В 1960-х годах Ромеро совместно с друзьями создаёт компанию Image Ten Productions, благодаря которой накопил свой первый денежный капитал в размере 100 тысяч долларов. Воспользовавшись этими деньгами, Ромеро снял свой первый полнометражный фильм «Ночь живых мертвецов», который совершил переворот в жанре фильмов ужасов и определил своеобразное направление фильмов про зомби. Фильм был снят в чёрно-белом цвете. О фильме заговорили многие издания, в частности Ридерз Дайджест критиковали многие сцены фильма, насыщенные каннибализмом и прочими проявлениями жизни зомби. Было даже организовано своеобразное движение за запрет фильма.
В 1978 году вышел новый фильм, повествующий о зомби — «Рассвет мертвецов». Фильм имел огромный успех: при потраченных на его съёмки 1,5 миллиона долларов, фильм собрал около 55 миллионов. Своим успехом этот фильм во многом обязан другу Джорджа, гримёру, актёру, режиссёру и каскадёру Тому Савини, который работал над специальными эффектами и в фильме «Мартин». Кинокритики тоже не остались равнодушными и Савини забрал премию «Сатурн» за грим. Прокатом за рубежом занимался Дарио Ардженто.
В 1985 году выходит очередной фильм про зомби — «День мёртвых», однако фильм не имел большого бюджета, из-за чего пришлось переделывать весь сценарий.
Ремейк фильма «Рассвет мертвецов», снятый Заком Снайдером, возродил интерес кинокомпаний к Ромеро и вскоре тот начал подготовку к съёмкам фильма «Земля мёртвых».
«Warner Brothers» выделила на завершающий тетралогию фильмов про зомби «Земля мёртвых» (который было бы правильнее перевести как «Земля мертвецов» в контексте серии) 15 миллионов долларов. Съёмки фильма происходили в Канаде в сжатые сроки при неудовлетворительных условиях, но Джордж Ромеро был счастлив и такой возможности. За ходом съёмок следили тысячи поклонников творчества режиссёра в интернете. «Земля мёртвых» должен был выйти на экраны в Хэллоуин, но съёмки фильма «Doom» задерживались и кинокомпания выделила ещё 3 миллиона долларов для ускорения процесса монтажа фильма. 24 июня 2005 года вышел четвёртый фильм серии.
Картина имела умеренный успех, и в 2007 году вышел ещё один фильм про зомби «Дневники мертвецов». Фильм уже нельзя назвать пятым в серии, Ромеро начинает новый цикл фильмов про зомби. Если в «Земле мёртвых» показана уже логически последовавшая постапокалиптическая картина мира, где люди живут в городе, ограждённом колючей проволокой и охраняемом военными, то «Дневники мертвецов» возвращают нас к началу истории, когда зомби только лишь появляются.
Многие критики видели социальный подтекст в большей части работ Ромеро. Они рассматривали «Ночь живых мертвецов» как фильм, сделанный в ответ на бурные 60-е, «Рассвет мертвецов» как сатиру на общество потребления, «День мертвецов» как исследование конфликта между наукой и военными и «Землю мёртвых» как изучение классового конфликта.
В 2009 году вышел новый фильм режиссёра «Выживание мертвецов».

### Другие фильмы
На полученные от фильма «Ночь живых мертвецов» (1968) деньги Ромеро снимает драму «Как мухи на мёд» (1971). В этом же году Ромеро женится на Нэнси, с которой пробыл в браке до 1978 года. В 1972 году выходит его фильм ужасов «Голодные жёны» (фильм был повторно выпущен в 1982 году в новой редакции и с новым названием «Время ведьм»). На съёмках этого фильма Ромеро встретил свою будущую жену Кристину Форрест, на которой женился в 1981 году. В 1973 году выходит его фильм ужасов «Безумцы», повествующий о маленьком городе, заражённом секретным военным оружием, из-за которого люди сходят с ума.
В 1978 году вышел фильм «Мартин», фильм рассказывал историю о маньяке считающем себя вампиром. Ранние режиссёрские работы (точнее пять первых фильмов) были сняты в Питтсбурге и его окрестностях.
Выпуск «Рассвета мертвецов» (1978) открыл Ромеро дверь к высокобюджетным фильмам. В 1981 году вышел фильм «Рыцари на колёсах», в 1982 году «Калейдоскоп ужасов», который состоял из трёх частей основанных на произведениях Стивена Кинга. В 1984—1986 годах Ромеро занимался сериалом «Сказки тёмной стороны» (он был одним из создателей сериала).
Для фильма 1987 года «Калейдоскоп ужасов 2» Ромеро написал сценарий.
В 1988 году выходит фильм «Обезьяна-убийца» — своеобразная драма с элементами хоррора. В 1990 году Ромеро вместе с Дарио Ардженто снимают фильм «Два злобных глаза». В 1993 году Ромеро занялся экранизацией произведения Стивена Кинга положенного в основу фильма «Тёмная половина» и до 2000 года ничего не снимал. В 2000 же году вышел фильм «Вышибала», однако фильм не имел успеха. Оба этих фильма вышли в мировой прокат, но не снискали успеха.
После режиссёр снял ещё несколько фильмов о мертвецах (см. выше).

### Нереализованные проекты
В 1970-х годах третьей режиссёрской работой Ромеро должен был стать фильм «Парк развлечений», который так и не был выпущен.
Стивен Кинг отклонил предложение крупной студии, предлагавшей один миллион за права на съёмки фильма «Кладбище домашних животных» (1989), и продал их Джорджу Ромеро в обмен на символическую плату в 10 тысяч долларов и некоторые преференции. Кинг самостоятельно написал сценарий. Ромеро, однако, режиссировать фильм отказался.
В итоге фильм поставила Мэри Ламберт.
Ромеро был одним из кандидатов на режиссёрское кресло фильма «Обитель зла» (2002), но его сценарий и идеи не понравились продюсерам, и режиссировать фильм поручили Полу Андерсону.
Ромеро умер 16 июля 2017 года в Торонто от рака лёгкого.

## Фильмография

### Режиссёр и сценарист
- 1968 — Ночь живых мертвецов / Night of the Living Dead
- 1971 — Как мухи на мёд / There’s Always Vanilla — только режиссёр
- 1972 — Время ведьм / Hungry Wives
- 1973 — Парк развлечений / The Amusement Park (премьера состоялась в 2019 году)
- 1973 — Безумцы / The Crazies
- 1974 — O.J. Simpson: Juice on the Loose (ТВ) — только режиссёр
- 1978 — Мартин / Martin
- 1978 — Рассвет мертвецов / Dawn of the Dead
- 1981 — Рыцари на колёсах / Knightriders
- 1982 — Калейдоскоп ужасов / Creepshow
- 1985 — День мертвецов / Day of the Dead
- 1988 — Обезьяна-убийца / Monkey Shines
- 1990 — Два злобных глаза / Due occhi diabolici — совместно с Дарио Ардженто
- 1993 — Тёмная половина / The Dark Half
- 2000 — Вышибала / Bruiser
- 2005 — Земля мёртвых / Land of the Dead
- 2007 — Дневники мертвецов / Diary of the Dead
- 2009 — Выживание мертвецов / Survival of the Dead

### Только сценарист
- 1984—1988 — Сказки тёмной стороны (сериал) / Tales from the Darkside
- 1987 — Калейдоскоп ужасов 2 / Creepshow 2
- 1990 — Сказки с тёмной стороны / Tales from the Darkside: The Movie
- 1990 — Ночь живых мертвецов / Night of the Living Dead
- 1993 — Тёмная половина / The Dark Half
- 2006 — Ночь живых мертвецов 3D / Night of the Living Dead 3D
- 2008 — День мертвецов / Day of the Dead
- 2010 — Безумцы / The Crazies

### Актёрские работы
- 1968 — Ночь живых мертвецов — телевизионный репортёр (в титрах не указан)
- 1977 — Мартин — Отец Говард
- 1978 — Рассвет мертвецов — Телережиссёр (в титрах не указан)
- 1985 — День мертвецов — Зомби с шарфом (в титрах не указан)
- 1986 — Полёт нарядного гуся (пол. Lot świerkowej gęsi) — Громеро
- 1991 — Молчание ягнят — Агент ФБР в Мемфисе (в титрах не указан)
- 2005 — Земля мёртвых — Кукольник (озвучка, в титрах не указан)
- 2008 — /The I Scream Man — Earl
- 2011 — Call of The Dead (карта для режима зомби в Call of Duty: Black Ops. Играет роль режиссёра, который позже обращается в зомби)

## Появления и упоминания
- В серии «Возвращение домой» цикла «Мастера ужасов», где рассказывалось о внезапно оживших американских солдатах, погибших в Ираке, на одной из надгробных плит написано «Дж. А. Ромеро».
- Ромеро также занимался режиссурой телерекламы. В частности, его авторству принадлежат два рекламных ролика видеоигры Resident Evil 2 (1998), снятые в типичной для режиссёра манере и соответствующие сюжету игры: полчища зомби, кровь, одиночки-выжившие и т. п. Разработчики Resident Evil, японская компания Capcom, так гордились сотрудничеством со знаменитым режиссёром, что выпустили оба ролика и 12-минутный фильм о его создании на видеокассете, вошедшей в комплект коллекционного издания Resident Evil 2[12].
- В честь Ромеро названа вымышленная корпорация, фигурирующая в фильме «Супер 8».
- Школа из консольного зомби-слэшера Lollipop Chainsaw носит название Сан-Ромеро.
- В игре Vampire: The Masquerade – Bloodlines в одном из квестов присутствует сторож кладбища Ромеро, который следит за тем, чтобы местные мертвецы, по ночам вылезающие из могил, не вырвались в город.
- В дополнении «Расширение» (англ. Escalation) в режиме борьбы с зомби на карте «Зов мертвецов» (англ. Call of the Dead) для игры Call of Duty: Black Ops является главным злодеем[13].
- В игре Grand Theft Auto: Vice City автомобиль ритуальных услуг носит название «Катафалк Ромеро».
- В игре-зомбохорроре Trapped Dead больница во второй миссии носит имя Джорджа Ромеро (G.A. Romero hospital).
- В дебютном альбоме костромской дэт-метал группы Derogatory «Graveyard Lovers» есть песня George Romero’s Children.
- В первом эпизоде восьмого сезона сериала «Ходячие мертвецы» в титрах почтили память Джорджа Ромеро.
- В сериале «Я — зомби» два типа зомби, разумные (но теряющие рассудок из-за голода) и гнилые. Вторых называли «Ромеровскими»[источник не указан 359 дней].
- В MMORPG «EverQuest 2» в подземелье с оборотнями, зомби и вампирами стоит привратник по имени Ромеро.
- В игре Dying Light разработчики игры (Techland) почтили память Джорджа Ромеро, оставив на стене граффити с его именем, фото и годами жизни. Разработчики выпустили на своём Youtube-канале коротенькое видео, где зомби почтили память великого кинорежиссёра, стоя у этого граффити. Игроки могут самостоятельно увидеть пасхалку, расположенную в локации «Мастерская Джафара» (Jaffar’s Workshop).